# 1521 Seinäjoki
Az 1521 Seinäjoki (ideiglenes jelöléssel 1938 UB1) a Naprendszer kisbolygóövében található aszteroida. Yrjö Väisälä fedezte fel 1938. október 22-én, Turkuban.